# FNRS-2
FNRS-2は世界初のバチスカーフ（深海探査艇）である。スイスの物理学者オーギュスト・ピカールによって開発された。

## 概要
FNRS-2の開発作業が開始されたのは1937年だったが、第二次世界大戦によって中断された。1948年に完成した。このバチスカーフは出資したベルギーの財団であるベルギー国立科学研究基金（FNRS）にちなんで命名された。FNRSはピカールが1931年に開発した高高度気球FNRS-1にも資金援助していた。
浮力材にはガソリンが使用され、電磁石は常時通電されており、電源を切ると鉄の錘が放出されるようになっていた。1948年11月3日の西アフリカのダカール沖での試験潜行では無人で1394m潜行したのみだったが、ピカールは希望を抱いた。深海の圧力に耐圧殻は耐えたものの、波によりフロートが破損して内部のガソリンが漏れてしまった。FNRS-2はFNRSの資金が少なくなったのでフランス海軍に売却され、改造されFNRS-3になった。ピカールは当初、相談役としてフランス海軍の作業に参加したが、1年程度で離脱した。オーギュストの息子のジャック・ピカールも関心を抱き、FNRS-2の開発に参加するようになっていた。ピカール父子はその後、別に新しいバチスカーフ（トリエステ）の製造を行うことになる。ジャック＝イヴ・クストーも改造されたFNRS-3に搭乗した。